# Pneumodermopsis teschi
Pneumodermopsis teschi is een slakkensoort uit de familie van de Pneumodermatidae. De wetenschappelijke naam van de soort is voor het eerst geldig gepubliceerd in 1973 door van der Spoel.